# Kościół św. Walentego w Kłocku
Kościół Świętego Walentego w Kłocku – rzymskokatolicki kościół parafialny należący do parafii pod tym samym wezwaniem (dekanat sieradzki II diecezji włocławskiej).
Pierwszy kościół, także drewniany, został postawiony w 1758 roku z fundacji włościan Kłockich. Budowniczym kościoła był Jakub Wieszkiewicz z Sieradza. Nową świątynię drewnianą (obecną) wybudowano w 1838, pozostawiając poprzednie wezwanie. Pełni ona od 1972 r. funkcję parafialną. Gruntowny remont kościoła został przeprowadzony po 1972 roku przez pierwszego proboszcza parafii ks. Władysława Kopytowskiego.

## Opis
Jest to budowla orientowana, konstrukcji zrębowej, oszalowana, jednonawowa z nieco węższym prezbiterium zamkniętym wielobocznie. Przy prezbiterium od północy prostokątna zakrystia. Strop jest płaski, dach dwuspadowy z wieżyczką na sygnaturkę.
Ołtarz główny i dwa boczne utrzymane są w stylu barokowym.
W ołtarzu głównym znajduje się obraz na desce św. Walentego z 1837, malowany przez Piotra Bieszkowskiego oraz obraz na desce z połowy XIX w. o charakterze ludowym przedstawiający św. Wawrzyńca. W ołtarzu bocznym znajduje się późnogotycka rzeźba św. Jana z początku XVI w.